# 복되신 동정 마리아 탄생 축일
복되신 동정 마리아 탄생 축일은 동정 마리아의 탄생을 기념하는 대축일이다. 날짜는 9월 8일이다.

## 같이 보기
- 원죄 없이 잉태되신 동정 마리아 대축일